# Thalía’s Hits Remixed
A Thalía’s Hits Remixed Thalía mexikói énekesnő 2003-ban megjelent remixalbuma, amely előző lemezeiről tartalmazza a legnagyobb slágerek remixeit, ezen kívül egy bónuszvideóklip is található rajta. Az album 4. helyezést ért el a Billboard Latin Pop Albums és Top Electronic Albums listáin, 7. lett a Top Latin Albums és 26. a Heatseekers listán. Az Egyesült Államokban platinalemez lett.

## Az album dalai
1. ¿A quién le importa? (Club Vocal Mix Hex Hector–Mac Quayle Remix) 7:12
2. It’s My Party (Arrasando English Version) 3:56
3. Amor a la mexicana (Cuca’s Fiesta Mix) 6:44
4. Piel morena (Hitmakers Remix) 5:12
5. Mujer latina (Remix España) 3:52
6. Dance, Dance (The Mexican) (Hex Hector–Mac Quayle Radio Remix) 3:29
7. No me enseñaste (Estéfano Remix) 4:18
8. Entre el mar y una estrella (Pablo Flores Club Mix) 10:51
9. Por amor (Primera Vez Remix) 4:39
10. Tú y yo (Versión balada) 3:28
11. Entre el mar y Arrasando Medley 4:07
12. A quién le importa (bónuszklip) 3:44

## Kritika
Ez az album nem több annál, mint ami a címe: számos remixelt sláger, amelyek a klubok számára ideálisak. Következésképpen az egyik legkevésbé hallgatható albuma, azonban jó hézagpótlóként szolgált a világsikert aratott előző lemeze után. Csak rajongóknak ajánlott.